# Operation Dynamo
Evakueringen ved Dunkerque med det britiske kodenavn Operation Dynamo var en evakuering af allierede soldater fra strandene omkring og havnen i Dunkerque i Frankrig. Den foregik mellem den 26. maj og den 4. juni 1940, da britiske, franske og canadiske tropper var afskåret af den tyske hær under slaget om Dunkerque i 2. Verdenskrig. Winston Churchill kaldte det for det største militære nederlag i mange århundreder, og advarede om at hele roden, kernen og hjernen i den britiske hær var strandet ved Dunkerque. Han hyldede deres efterfølgende redning som "et befriende mirakel".
På den første dag blev der kun evakueret 7.000 mand, men efter den 9. dag var i alt 338.226 soldater – heraf 198.229 briter og 139.997 franskmænd — blevet evakueret på en hastigt samlet flåde på 860 både. Mange af tropperne kunne gå om bord fra havnens moler på 42 britiske destroyere og andre større skibe, mens andre måtte vade fra strandene mod skibene og vente i timevis i vand til skuldrene inden de kunne komme om bord. Andre blev færget fra strandene til de større skibe og tusinder blev sejlet tilbage til England i de berømte små skibe ved Dunkerque, en flotille på omkring 700 mindre fartøjer fra handelsmarinen, fiskekuttere, fritidsbåde og redningsbåde. Den mindste var en 15 fods fiskebåd ved navn, Tamzine, som nu står på Imperial War Museum —. De civile besætninger blev indkaldt til tjeneste i nødsituationen. Miraklet med de små skibe er fortsat en velkendt historie i folks erindring i Storbritannien.
Operation Dynamo fik sit navn fra dynamo rummet i flådehovedkvarteret under fæstningen i Diver, som under 1. verdenskrig rummede den dynamo der leverede strøm til bygningen. Det var i dette rum at den britiske viceadmiral Bertram Ramsay planlagde operationen og briefede Winston Churchill mens den var i gang.

## Evakueringens forløb
De første planer drejede sig om evakuering af 45.000 mand fra British Expeditionary Force i løbet af to dage, hvorefter det forventedes at de tyske tropper ville være i stand til at blokere for yderligere evakueringer. Kun 25.000 soldater undslap i løbet af denne perioder, heraf 7.000 den første dag. Yderligere 10 destroyere sluttede sig til redningsindsatsen den 26. maj og forsøgte redninger i de tidlige morgentimer, men kunne ikke komme tæt nok på strandene, selv om adskillige tusinde blev reddet. Tempoet i evakueringerne voksede imidlertid jævnt samtidig med at brohovedet ved Dunkerque blev stadig mindre.
Den 29. maj blev der reddet 47.000 britiske tropper på trods af de første store luftangreb fra Luftwaffe om aftenen. Den næste dag blev yderligere 54.000 mænd taget om bord, herunder de første franske tropper. 68.000 mand og hærchefen, Lord Gort, blev evakueret den 31. maj. Yderligere 64.000 allierede soldater tog af sted den 1. juni, inden det stigende antal luftangreb forhindrede yderligere evakueringer i dagslys. Den britiske bagtrop forlod Dunkerque om natten den 2. juni sammen med 60.000 franske soldater. Yderligere 26.000 franske tropper blev hentet ud den følgende nat inden operationen blev afsluttet.
To franske divisioner blev tilbage for at beskytte evakueringen. Selv om de stoppede den tyske fremrykning blev de snart taget til fange. Resten af bagtroppen, fortrinsvis fransk, overgav sig den 3. juni 1940. Den næste dag rapporterede BBC at lederen af bagtroppen, generalmajor Harold Alexander, inspicerede strandene ved Dunkerque fra en motorbåd for at sikre sig, at ingen var blevet efterladt, inden han gik om bord på det sidste skib tilbage til Storbritannien.

### Små skibe
De fleste af de små skibe var private fiskekuttere og fritidsbåde, men der deltog også egentlige erhvervsskibe, herunder et antal så langt væk fra som Isle of Man og Glasgow. Med skibe fra flåden som vejvisere gik turen over kanalen fra Themsens udmunding og Dover. Disse småskibe kunne løbe meget tættere på kysten og fungerede som færger mellem kysten og destroyerne og samlede soldater op fra køer i vandet.
Tusinder af soldater blev færget med de små skibe tilbage til England. Eksempelvis blev yachten Sundowner, der var ejet af den tidligere 2. styrmand på Titanic, Charles Lightoller, rekvireret af Admiraliteten den 30. maj 1940. Lightoller insisterede på, at hvis nogen skulle sejle den til Dunkerque var det ham selv og hans ældste søn Riger sammen med Gerald Ashcroft. De færgede 130 soldater tilbage til Ramsgate. De var efter sigende pakket som sardiner, og båden var nær ved at kæntre da de nåede kysten. En anden båd, Bluebird of Chelsea, en yacht der oprindelig blev ejet af Sir Malcolm Campbell, indehaveren af rekorden for den højeste hastighed på landjorden, foretog to ture til England med hundreder af soldater om bord.
Begrebet "ånden fra Dunkerque" står stadig for en tro på solidariten i det britiske folk i modgang.

## Tab
Trods denne operations succes måtte alt det tunge udstyr efterlades og adskillige tusinde franske soldater blev taget til fange i lommen ved Dunkerque. Seks britiske og tre franske destroyere blev sænket sammen med ni store skibe. Hertil kom at 19 destroyere blev beskadiget. Over 200 af de allieredes fartøjer blev sænket, og lige så mange beskadiget. Winston Churchill afslørede i sine erindringer om 2. verdenskrig at Royal Air Force spillede er særdeles vigtig rolle ved at beskytte skibene mod Luftwaffe. Uden støtten fra RAF ville de allierede ikke kunne have gennemført en så succesfuld evakuering. Churchill skrev også, at sandet på strandene svækkede eksplosionerne fra de tyske bomber. RAF mistede 145 fly, sammenlignet med 132 fra Luftwaffe. Tropperne på jorden var i vidt omfang uvidende om denne vigtige hjælp. Franskmændene mistede også et stort antal skibe, som intet havde med evakueringen at gøre. Mange franske flådefartøjer lå uvirksomme i havnene. For at forhindre tyskerne i at kunne bruge disse skibe blev britiske bombefly sendt af sted for at ødelægge de franske skibe.

### Mistede store skibe
Royal Navys største tab i operationen var 6 destroyere:
- HMS (H89) Grafton, sænket af den tyske Ubåd U-62 den 29. maj;
- HMS (H86) Grenade, sænket under et luftangreb ud for den østlige mole i Dunkerque den 29. maj;
- HMS (H88) Wakeful, sænket af en torpodo fra Schnellboot S-30 den 29. maj;
- HMS (H11) Basilisk, HMS (H32) Havant og HMS (D06) Keith blev sænket ved luftangreb ud for strandene den 1. juni.

Den franske flåde mistede tre destroyere:
- Bourrasque, ramte en mine ud for Nieuport den 30. maj;
- Sirocco, blev sænket af Schnellboot S-23 og S-26 den 31. maj;
- Le Foudroyant blev sænket under et luftangreb ud for strandene den 1. juni.

## Efterspil
Indtil operationen var afsluttet havde prognosen været dyster, og Winston Churchill havde advaret Underhuset om at forvente "hårde og deprimerende nyheder". Efterfølgende omtalte Churchill resultatet som et mirakel, og den britiske presse fremstillede evakueringen som en katastrofe, der var blevet til en triumf, med så stor effekt, at Churchill måtte huske landet på, i en tale i Underhuset den 4. juni, at "vi må være meget omhyggelige med ikke at give denne redning karakter af en sejr. Krige vindes ikke ved evakueringer". Alligevel kan man stadig i dag høre henvisninger til "ånden fra Dunkerque", et begreb der blev brugt til at beskrive den tendens det britiske folk havde til at stå sammen og komme igennem vanskeligheder.
Redningen af de britiske tropper ved Dunkerque gav den britiske moral et løft, og stoppede enhver mulighed for at briterne ville slutte fred med Tyskland, da de havde beholdt muligheden for at forsvare sig mod en mulig tysk invasion. De fleste af de reddede britiske tropper blev indsat i forsvaret af Storbritannien. Da først truslen om invasion blev mindre blev de overført
til Mellemøsten og andre operationsområder, og dannede også kernen i den hær, som vendte tilbage til Frankrig i 1944. Flere højtrangerende tyske officerer, f.eks. generalerne Erich von Manstein og Heinz Guderian, samt Admiral Karl Dönitz anså den tyske overkommandos undladelse af at beordre et angreb på Dunkerque i tide og dermed ødelægge British Expeditionary Force for at være en af de største fejltagelser tyskerne begik overfor de Vestallierede, andre fejltagelser var at man undlod at besætte Malta og Gibraltar.
De over 100.000 evakuerede franske tropper blev hurtigt og effektivt ført til lejre i forskellige dele af det sydvestlige England, hvor de blev midlertidigt indkvarteret indtil de blev sendt tilbage til Frankrig. Britiske skibe færgede franske tropper til Brest, Cherbourg og andre havne i Normandiet og Bretagne, selv om kun cirka halvdelen af de returnerede tropper kom i kamp mod tyskerne inden våbenstilstanden.
I Frankrig førte fornemmelsen af at Royal Navy fortrinsvis evakuerede britiske styrker til bitter fortørnelse. Den franske admiral Darlan havde oprindelig givet ordre til at britiske styrker skulle have forrang, men Churchill greb ind den 31. maj på et møde i Paris og beordrede at evakueringen skulle foregå på lige vilkår og at briterne skulle udgøre bagtroppen. Nogle få tusinde franske tropper endte med at overgive sig, men først efter at evakueringsindsatsen var blevet forlænget en dag, så der kunne bringes 26.175 franskmænd og briter til England den 4. juni.
For hver syv soldater der undslap gennem Dunkerque blev en efterladt som krigsfange. Hovedparten af disse fanger blev sendt på forcerede marcher til Tyskland. Fangerne rapporterede om brutal behandling af deres vagter, herunder prygling, udsultning og mord. Især klagede britiske soldater over at franske fanger fik særbehandling. En anden klage gik ud på at tyske vagter væltede spande med vand, der var efterladt ved vejsiden af franske civile. Mange af fangerne marcherede til byen Trier, hvilket tog op til 20 dage. Andre blev marcheret til floden Scheldt og sendt med flodpramme til Ruhr. Fangerne blev derefter sendt med jernbane til krigsfangelejre i Tyskland. Hovedparken arbejdede derefter i den tyske industri og landbrug i fem år.
Det meget betydelige tab af militært udstyr på strandene ved Dunkerque forstærkede den britiske regerings finansielle afhængighed af De Forenede Stater.

## Eksterne kilder
- Association of Dunkirk Little Ships
- BBC reportage, den 4. juni 1940
- Krigsmuseet i Dunkerkque
- Besøg Dunkerque Arkiveret 6. december 2008 hos  Wayback Machine